# Série 02049 da CP
A Série 02049 foi um tipo de locomotiva a tracção a vapor, utilizada em Portugal. Foi uma das primeiras locomotivas em território nacional, e é a mais antiga preservada no país.

## História
Foi construída em 1856 pela fábrica inglesa William Fairbairn & Sons, e adquirida no ano seguinte como parte de um conjunto de locomotivas destinadas originalmente à Linha do Leste, que então unia Lisboa a Elvas. Assim, foi uma das primeiras locomotivas a circular em Portugal. Trabalhou durante mais de um século, tendo sido responsável pelos primeiros serviços rápidos entre a estação de Santa Apolónia, em Lisboa, a Vila Nova de Gaia. Em 1877 rebocou o comboio inaugural da Ponte Dona Maria Pia, no Porto. Também assegurou durante vários anos os serviços entre Porto e Braga. Rebocou o comboio que transportou os aviadores Gago Coutinho e Sacadura Cabral ao longo do seu percurso em Portugal, na sequência da primeira travessia aérea entre Portugal e o Brasil. Foi igualmente utilizada em manobras, e na construção das linhas férreas do Minho e Douro. Em 28 de Abril de 1957 participou num desfile de material circulante entre Lisboa-Santa Apolónia e o Carregado, como parte da cerimónia de inauguração da tracção eléctrica naquele lanço, e integrado nas comemorações do centenário da abertura do primeiro caminho de ferro em Portugal. Durante a cerimónia, a locomotiva rebocou dois veículos históricos: o vagão J n.º 1, construído em 1875, e o chamado Vagão do Príncipe, que fazia parte do comboio real, e que foi fabricado em 1877.
Em 1977 foi guardada na secção museológica de Braga, de onde foi transportada para Nine em 2002. Em Maio desse ano, a Câmara Municipal de Famalicão anunciou que a locomotiva iria ser alvo de um profundo processo de restauro, tendo explicado que iria «viajar até às instalações do Museu Nacional Ferroviário, onde irá beneficiar de um processo de recuperação e restauro a efetuar pelos técnicos competentes, num processo coordenado pela Fundação do Museu Nacional Ferroviário». Esta intervenção resultou de uma parceria entre autarquia, a a Fundação do Museu Nacional Ferroviário e a Junta de Freguesia de Nine, de forma a alcançar «uma posição conjunta, que vai permitir a realização de uma intervenção de restauro há muito aguardada e que só agora se vai concretizar».  Aproveitando a sua deslocação para o Entroncamento, a locomotiva seria igualmente exposta no evento Automobilia, dedicado aos meios de transporte antigos, que foi organizado no Parque de Feiras de Aveiro. Após a conclusão do restauro, a locomotiva deveria ser preservada num novo espaço que estava então a ser planeado, o Museu Ferroviário de Lousado.
É a locomotiva mais antiga preservada em território nacional.

## Descrição
Foi a única locomotiva em Portugal do tipo saddle-tank, em que o tanque de água está em cima da caldeira, sendo assim em forma de selim. Desta forma, a água no tanque era pré-aquecida pelo calor que saía da caldeira, durante a operação da locomotiva. Esta tipologia operou principalmente no Reino Unido, onde eram utilizadas em zonas industriais, sendo relativamente difíceis de encontrar nos museus ferroviários internacionais. Conta com três rodados, dos quais um, o do motor, apresenta rodas com um diâmetro muito superior.
Tinha o nome de Andorinha.

## Ficha técnica
- Tipo de locomotiva: Tanque com sela
- Bitola: Ibérica (1668 mm)
- Fabricante: William Fairbairn & Sons
- Operadoras: Companhia Central Peninsular dos Caminhos de Ferro de Portugal e Companhia Real dos Caminhos de Ferro Portugueses / Companhia dos Caminhos de Ferro Portugueses
- Números de série: CPMD 17 e CPMD 18 (1874 - 1891); CPMD 13 (1901 - 1904); CPMD 49 (1904 - 1931); CPMD 02049 (1931 - 1951)
- Esforço de tracção: 1700 m³
- Tara: 28 T
- Aprovisionamento: 2000 ℓ de água e 1500 kg de carvão
- Número de unidades construídas: 1 (02049)